# Ivana Đerisilo
Ivana Đerisilo est une joueuse de volley-ball serbe née le 8 août 1983 à Belgrade. Elle mesure 1,88 m et joue au poste d'attaquante. Elle totalise 85 sélections en équipe de Serbie.

## Clubs
| Club                  | De        | À         |
| --------------------- | --------- | --------- |
| Étoile Rouge          | 2000-2001 | 2003-2004 |
| Volley Vicenza        | 2004-2005 | 2005-2006 |
| Eczacıbaşı İstanbul   | 2006-2007 | 2006-2007 |
| VBC Voléro Zurich     | 2007-2008 | 2007-2008 |
| CSU Metal Galați      | 2008-2009 | 2008-2009 |
| Galatasaray İstanbul  | 2009-2010 | 2010-2011 |
| Tiboni Urbino         | 2011-2012 | 2011-2012 |
| Lokomotiv Bakou       | 2014-2015 | 2014-2015 |
| CS Volei Alba-Blaj    | jan 2015  | mai 2015  |
| Étoile Rouge Belgrade | nov 2015  | nov 2015  |
| Atom Trefl Sopot      | 2015-2016 | 2015-2016 |
| CSM Târgoviște        | 2016-2017 | 2016-2017 |
| Sarıyer Belediyesi    | jan 2017  | mai 2017  |
| Radnički Beograd      | jan 2020  | …         |

## Palmarès

### Clubs
- Championnat de Serbie-et-Monténégro (3)
  - Vainqueur : 2002, 2003, 2004.
- Coupe de Serbie-et-Monténégro (1)
  - Vainqueur : 2002.
- Championnat de Turquie (1)
  - Vainqueur : 2007.
- Championnat de Suisse (1)
  - Vainqueur: 2008.
- Coupe de Suisse (1)
  - Vainqueur : 2008.
- Championnat de Roumanie (1)
  - Vainqueur: 2009, 2015.
- Coupe de Roumanie (1)
  - Vainqueur : 2009.
- Coupe de Pologne
  - Finaliste : 2016.
- Championnat de Pologne
  - Finaliste : 2016.
- Supercoupe de Roumanie
  - Vainqueur : 2016.

### Distinctions individuelles
- Challenge Cup féminine 2009-2010: Meilleure marqueuse.